# BXB (音楽グループ)
BXB（ビーエックスビー、朝:비엑스비）は、韓国の4人組男性アイドルグループ。
WOLFBURN所属。公式ファンダム名はGREAM（グリーム、朝:그림）。

## 来歴

### 結成前
- 2017年10月10日､ジフン、ヒョヌ、シウ、ハミンがTRCNGのメンバーとしてデビュー。
- 2022年3月26日､TRCNGが解散。

### APR PROJECT時期
- 2021年、ハミンがMBCのオーディション番組『極限デビュー 野生ドル』に参加。

- 2022年6月6日、ジフン、ヒョヌ、シウ、ハミンがAPR PROJECT (APR PROJECT (에이피알 피알 PRO T)」、シングル『BOYHOOD I S#1』をリリースする。

- 2022年10月10日、APR PROJECTがシングル『BOYHOOD I S#2』をリリース。

### BXB時期
2023年
- 1月10日、レコード会社WolfburnはBXBロゴ動画をアップロードし、APR PROJECTのメンバーで構成されたグループを初めて立ち上げる計画を発表し、その中には新メンバーとしてジュンが加わった。

- 1月30日、ジュンが加入し、「BXB（비엑스비）」と改名。シングル『Intro: Flight and a new beginning』をリリース。
- 2月15日、JTBCが発表したアイドルチームサバイバル番組『PEAK TIME』に参加。
- 8月5日、最初のシングルアルバム『Chapter 1.Our Youth」をリリース。

2024年
- 5月4日、ジュンが脱退。

## メンバー
| 名前                | 本名           | 本名     | 本名        | 生年月日               | 出身地             |
| 名前                | 仮名           | ハングル | ローマ字    | 生年月日               | 出身地             |
| ------------------- | -------------- | -------- | ----------- | ---------------------- | ------------------ |
| ジフン JIHUN 지훈   | キム・ジフン   | 김지훈   | Kim Jihun   | 2000年1月9日（25歳）   | 韓国大邱広域市     |
| ヒョヌ HYUNWOO 현우 | キム・ヒョヌ   | 김현우   | Kim Hyunwoo | 2001年1月21日（24歳）  | 韓国ソウル特別市   |
| シウ SIWOO 시우     | ユ・シウ       | 유시우   | Yoo Siwoo   | 2001年5月11日（24歳）  | 韓国全北特別自治道 |
| ハミン HAMIN 하민   | キム・ガンミン | 김강민   | Kim Kangmin | 2001年11月13日（23歳） | 韓国ソウル特別市   |

### 元メンバー
| 名前           | 本名           | 本名     | 本名         | 生年月日              | 出身地         |
| 名前           | 仮名           | ハングル | ローマ字     | 生年月日              | 出身地         |
| -------------- | -------------- | -------- | ------------ | --------------------- | -------------- |
| ジュン JUNE 준 | イ・ジュニョン | 이준영   | Lee Junyoung | 2003年6月16日（21歳） | 韓国釜山広域市 |